# Rokitna (Pilica)
Die Rokitna ist ein kleiner linker Zufluss der Pilica in der Woiwodschaft Masowien in Polen, der in der Woiwodschaft Łódź entspringt. Die Rokitna gehört damit dem Flusssystem der Weichsel an.

## Geografie
Die Rokitna entspringt in der Nähe des Dorfs Nowe Sadkowice (Gmina Sadkowice) rund 24 Kilometer östlich der Stadt Rawa Mazowiecka in der Mesoregion der Wysoczyzna Rawska, fließt in südsüdwestlicher Richtung, bis sie nach einem Lauf von rund 16 Kilometern Länge  bei Domaniewice rund 9 km westlich von Nowe Miasto nad Pilicą in die Pilica mündet.